# Statue du Juif errant
Vous lisez un « bon article » labellisé en 2024.
La statue du Juif errant est une œuvre d'art disparue qui était située à Flers, dans le département de l'Orne, région Normandie, en France. Elle est l'œuvre du sculpteur français Victor-Edmond Leharivel-Durocher, originaire de Chanu, où il est né et mort.
Dernière sculpture notable de son auteur mort en octobre 1878, l’œuvre en plâtre est exposée au Salon en 1877, tandis qu'une fonte en bronze est attribuée à la ville de Flers qui avait demandé à l'État une sculpture de l'artiste (originaire du Bocage normand), même si son choix initial ne se portait pas sur la statue attribuée finalement. L’œuvre est adoptée par les habitants et, même si des incidents mineurs sont signalés par la presse locale, aucun mouvement mû par l'antisémitisme n'est signalé, pas même lors de l'affaire Dreyfus.
La statue change de lieu d'installation au cours de son histoire, avant son déboulonnage puis sa destruction lors de la mobilisation des métaux non ferreux pendant la Seconde Guerre mondiale.
La statue de Victor-Edmond Leharivel-Durocher, dont aucune trace ne semble subsister au XXIe siècle, est, avec le Monument à Eugène Süe d'Annecy, disparu en 1960, une des rares sculptures représentant le thème du « Juif errant » au XIXe siècle. Le thème a été utilisé à de nombreuses reprises dans diverses formes artistiques au cours de ce siècle.

## Localisation
La statue est érigée en 1877 à Flers, au jardin public du Champ de Foire puis square Delaunay, avant de retrouver le Champ de Foire à partir du début des années 1920 jusqu'à son enlèvement dans les années 1940.

## Histoire

### Le thème du Juif errant auXIXesiècle
Le thème du Juif errant est du Moyen Âge à la première moitié du XIXe siècle une « partie vivante et dynamique de l'imaginaire chrétien en Occident ». Ce personnage, dénommé Cartaphilus ou Ahashverus, parce qu'il aurait défié Jésus lors du chemin de croix, aurait été condamné à errer jusqu'au jugement dernier.
Le thème est très populaire au XIXe siècle en particulier sous la monarchie de Juillet. Il représente « l'humanité souffrante, l'espérance dans la liberté et le progrès ». Le roman Le Juif errant d'Eugène Sue parait en 1845. Entre 1810 et 1850, les représentations du Juif errant ne sont pas une manifestation d'antisémitisme, mais « l'expression d'une morale sur le temps qui passe ». Même lors de l'affaire Dreyfus, l'image du juif errant est peu utilisée.

Représentations du Juif errant
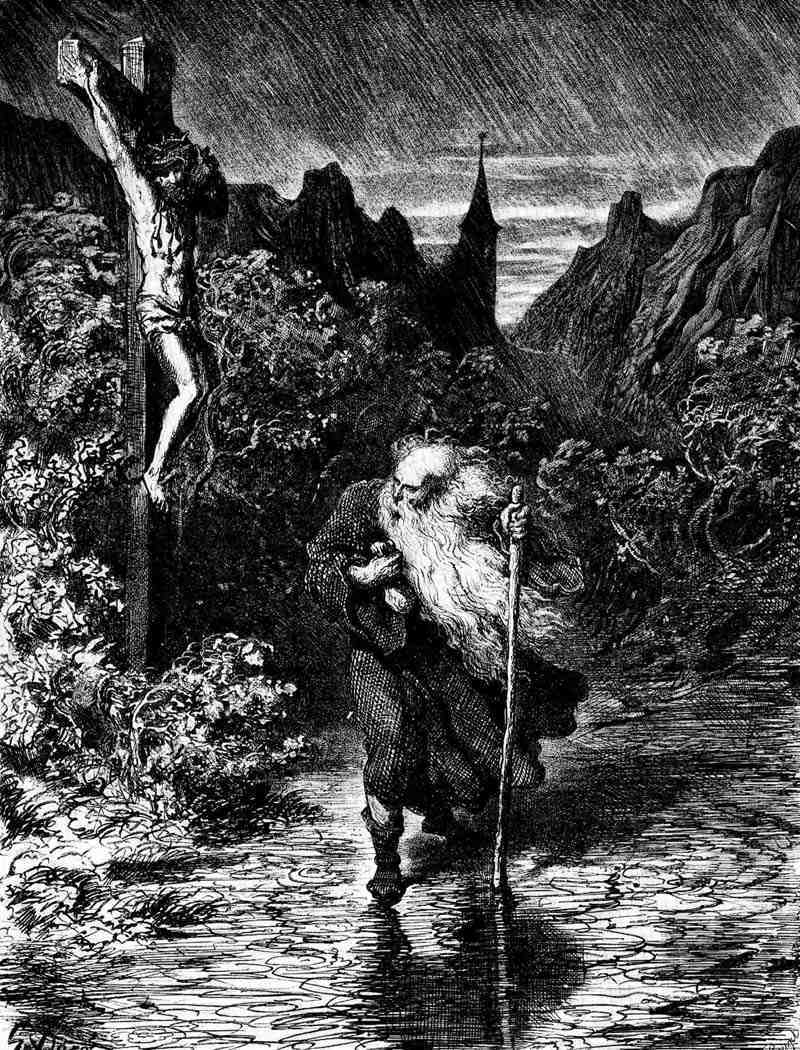
Gravure de Gustave Doré.
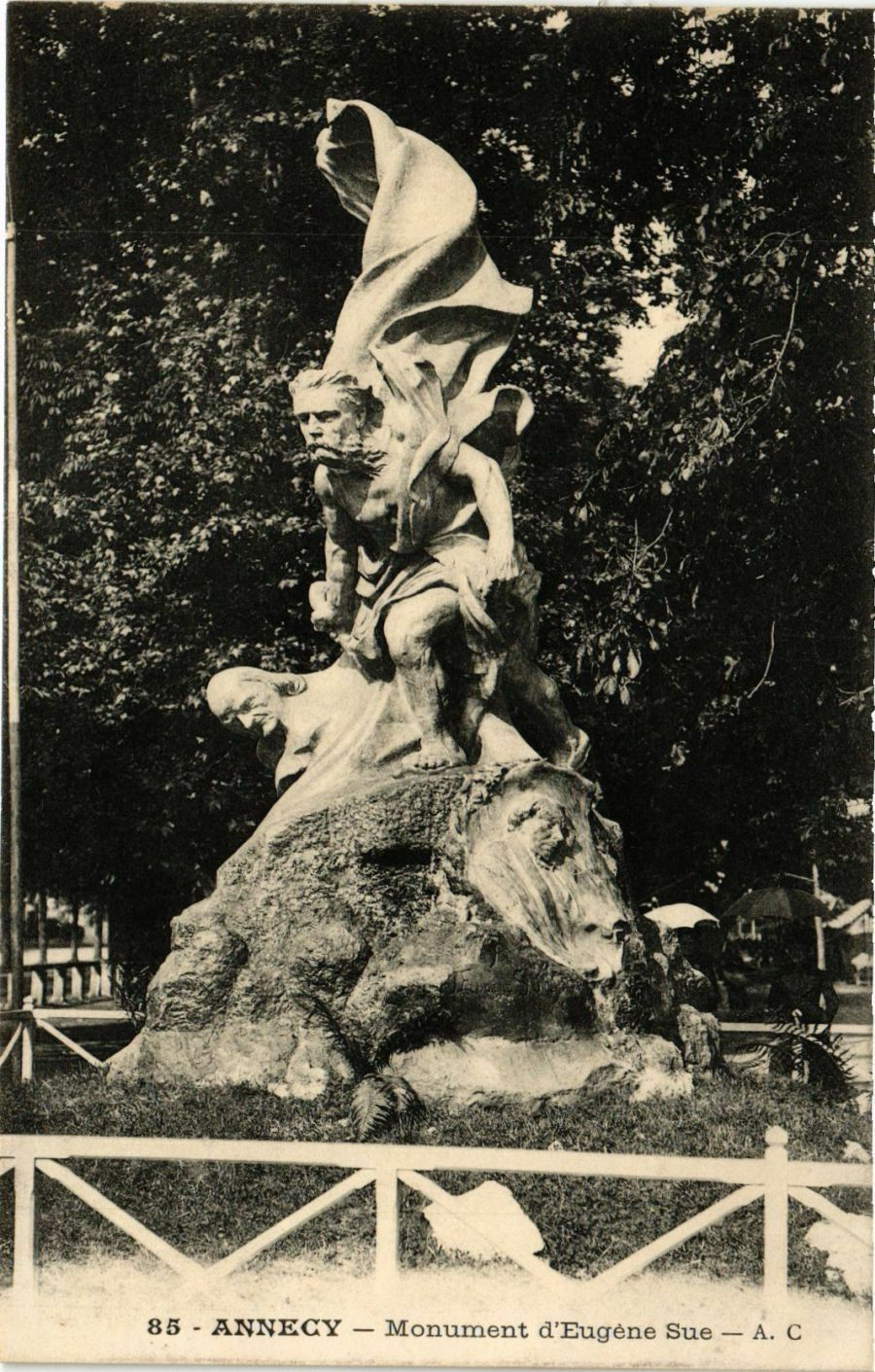
Carte postale ancienne représentant le Monument à Eugène Süe d'Annecy.

### Histoire de la statue

#### Au Salon de 1877

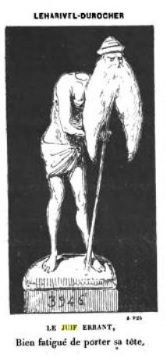
Louis Morel-Retz, dit Stop, Caricature du Juif errant de Leharivel-Durocher, dans Le Journal amusant, 16 juin 1877.

Victor-Edmond Leharivel-Durocher présente le grand plâtre de son Juif-Errant au Salon de 1877 (no 3946 du catalogue). Sa statue suscite peu de commentaires, si ce n'est quelques remarques négatives qui pointent la pose pathétique du vieillard et la trivialité du sujet. Alfred de Liesville signale que le personnage, « péniblement appuyé sur son bâton et portant une longue barbe ondulante, est compris d'une façon inattendue et curieuse ». Albin Valabrègue juge que le sculpteur « a exposé un Juif errant qui ressemble fort à un pêcheur napolitain maniant l'aviron. Le légendaire personnage est simplement vêtu d'une ceinture et d'une bourse qui paraît contenir plus que les cinq sous traditionnels. M. Leharivel a peut-être voulu moderniser son Juif errant, et il s'est dit que cinq sous, aujourd'hui, à Paris, étaient absolument insuffisants comme argent de poche ». Le plus acerbe est Charles Bigot, qui, dans les colonnes de La Revue politique et littéraire, dénonce : « Faut-il parler de M. Leharivel-Durocher et de son Juif-errant, presque aussi barbu que cet homme-chien qui se faisait voir à Paris, pour de l'argent, voilà trois ou quatre ans ? Voilà encore un sujet que n'aborderait guère, je crois, un sculpteur comprenant bien son art ». Le dessinateur Stop livre une caricature de la statue pour Le Journal amusant, mettant l'accent sur l'abondante barbe du personnage.

#### Intégration dans une ville en pleine croissance à la fin duXIXesiècle

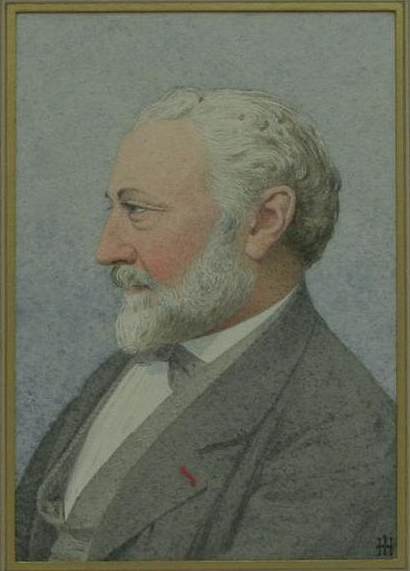
Portrait de Victor-Edmond Leharivel-Durocher par Amédée Hédin au musée du château de Flers.

La ville de Flers connaît une forte croissance au XIXe siècle du fait de l'industrie textile, et dépasse 10 000 habitants, soit un quadruplement de la population par rapport au début de ce siècle. La forte réduction du parc du château sous le mandat d'Antoine Schnetz en témoigne. Le chemin de fer arrive dans la ville en 1866, ce qui favorise son industrialisation, notamment le filage et tissage du coton.

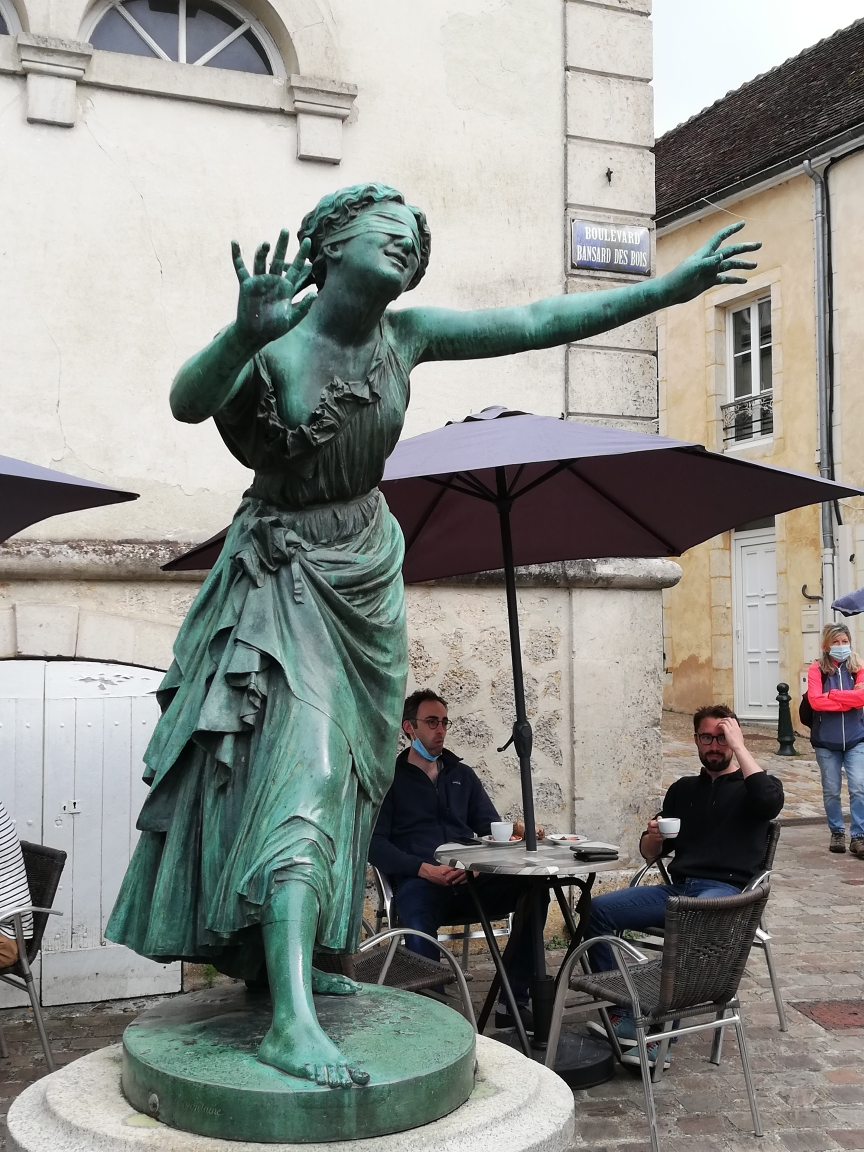
Colin-maillard, statue de Leharivel-Durocher à Bellême, 1863.

De nombreuses œuvres de Victor-Edmond Leharivel-Durocher ornent des villes normandes, sous l'impulsion du  directeur de l'administration des Beaux-Arts, Charles-Philippe de Chennevières-Pointel. Le sculpteur réalise à la fois des œuvres religieuses et des œuvres profanes, cette diversité lui étant parfois reprochée.
Le maire de Flers Louis Toussaint demande au ministre de l'Instruction publique, à la suite d'un conseil municipal en avril 1877, une copie d'une œuvre du sculpteur originaire de Chanu, non loin de la ville car située à 9 km de Flers. Il propose Être et paraître, statue placée au musée du Luxembourg en 1861. Le ministre de l'Instruction publique accède partiellement à la demande sur proposition du directeur des Beaux-Arts.
La commande du bronze du Juif errant est passée le 27 juin 1877 pour une somme de 5 500 francs. La ville de Flers accepte le don mais nous ne disposons d'aucun élément pour connaître les réactions à la suite de cette attribution ; l'année suivante le conseil municipal fait le vœu que le musée de la ville dispose d'un moulage d'une autre œuvre du sculpteur. Le plâtre est traduit en bronze à l'été 1877 afin de rejoindre Flers. La statue est l'avant-dernière du sculpteur, qui meurt en 1878.

#### «Amour et désamours du Juif errant»: histoire d'une œuvre
La statue arrive à Flers le 12 novembre 1877. Le conseil municipal décide de financer un piédestal le 17 juin 1879. La statue est placée dans le jardin public du Champ de Foire puis sur un piédestal square Delaunay en février 1881, sur l'emplacement d'un cèdre. Des propriétaires protestent, pour des raisons esthétiques, sur le déménagement au square Delaunay que la statue ne décorerait pas convenablement selon eux, et il est l'objet d'un libelle aux relents antisémites et subit des dégradations en 1884. Le Courrier de Flers évoque des dégradations qualifiées d'« espiègleries » dans son édition du 20 janvier 1884 : l’œuvre est déplacée sur son piédestal, après avoir à un autre moment reçu des « boules de terres boueuses » ou avoir reçu comme attribut une vieille blaude.
Au début du XXe siècle l’œuvre est l'objet de sarcasmes mais sans « caractère antisémite avéré », y compris pendant l'affaire Dreyfus. Le monument suscite parfois « l'affection et l'étonnement ». Un article dans un journal local en 1895 évoque un transfert de la statue au musée et son remplacement par un monument du Souvenir français. 

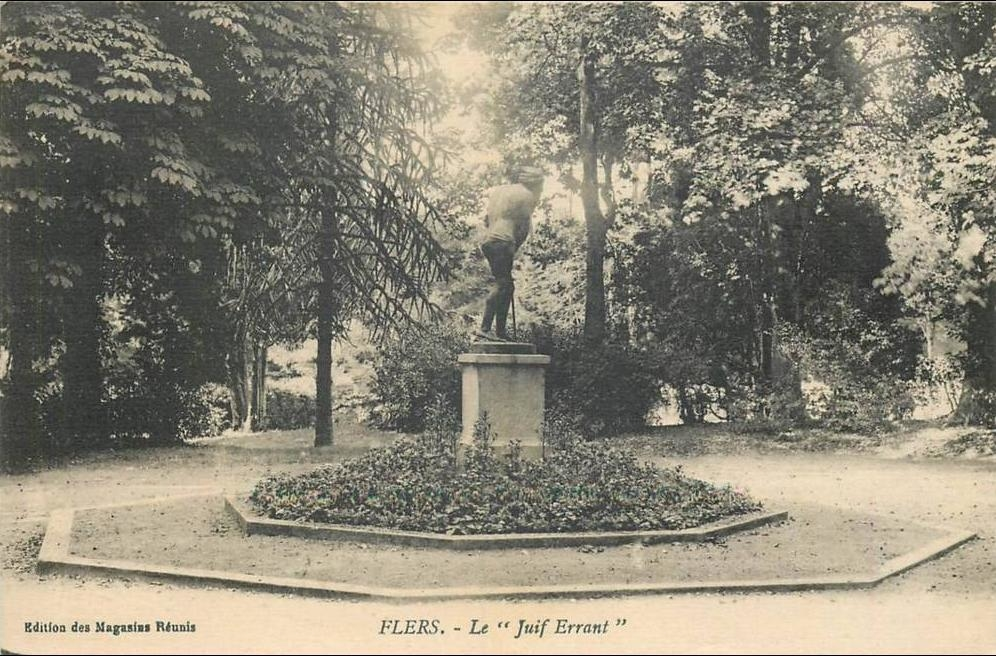
La statue du Juif-Errant au Champ de Foire.

Le monument est évoqué dans un guide touristique en 1919. Décision est prise en février 1922 de transférer la statue au Champ de Foire et de placer square Delaunay le monument aux morts, le déplacement de statues dans la période d'après Première Guerre mondiale étant assez fréquent. Le monument aux morts est installé en décembre 1922 et le Juif errant retrouve son emplacement originel, ne faisant plus l'objet de problèmes relatés dans les sources. Un article de presse de 2011 évoque cependant un déplacement dans la cour d'honneur du château, citant un article de presse locale du 10 décembre 1922.

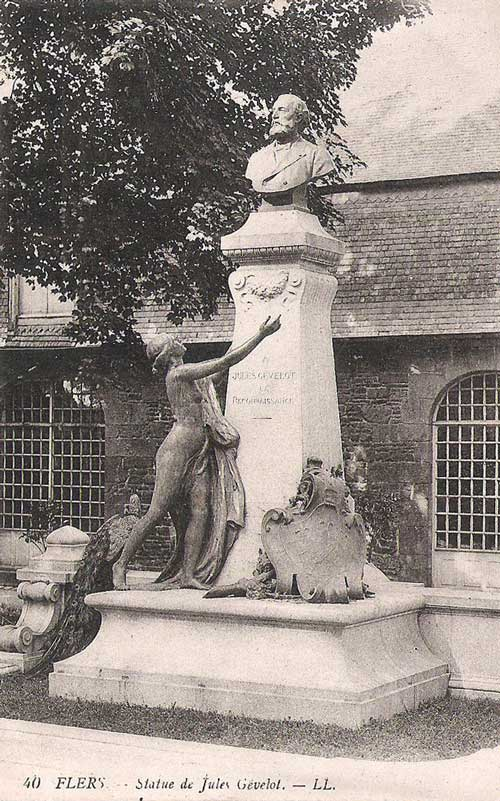
Buste de Jules Gevelot devant le château de Flers sur une carte postale ancienne.

L'occupant nazi exige en juillet 1941 la mobilisation des métaux non ferreux, et en octobre de la même année un Commissariat relié au Secrétaire d'État à la Production industrielle est créé par l'État français. Une loi est votée dès le 15 octobre pour appliquer ces directives. Huet-Pouthas évoque une loi du 11 octobre 1941. Cette loi prend en compte la « notion d'intérêt artistique ou historique » et la rigueur est requise pour le choix des œuvres à retirer. Une bureaucratie complexe est mise en place, avec des comités départementaux et un Comité supérieur des Beaux-Arts.
Enlevée sur « un tombereau municipal », l'œuvre est envoyée en Allemagne et « probablement fondue » en 1941. La ville de Flers perd, outre le Juif-Errant, le buste de Jules Gévelot, mais l'allégorie de la Reconnaissance liée à ce buste est cachée pendant la guerre. L'enlèvement des œuvres est signalé dans la presse en décembre 1941 et est évoquée la prise de moulages. La municipalité ne semble pas avoir demandé de remplacement des statues par des œuvres en pierre.
Un article de presse de novembre 1944 évoque la perte des statues et signale qu'aucun moulage n'existe. Le plâtre est perdu et les seuls témoignages qui subsistent sont des cartes postales,. Ces cartes postales de la fin du XIXe siècle et du début du XXe siècle témoignent que la statue est alors « un élément de la richesse artistique de la ville » et servent parfois de correspondance. Une statue d'Amand Honoré Désiré Barré, le Réveil est placée sur le socle du Juif-Errant en 1949. Le buste de Jules Gévelot est remplacé par un buste représentant le même mais en fonte, à partir d'un moulage réalisé par un plâtrier. L’œuvre est évoquée dans un article de presse au début des années 1950 et un autre de 1964 évoquant l'envoi à la fonte ne parle plus du Juif-Errant. Un dernier article de témoignages sur la statue est publié en avril 2011 dans L'Orne combattante.

## Description

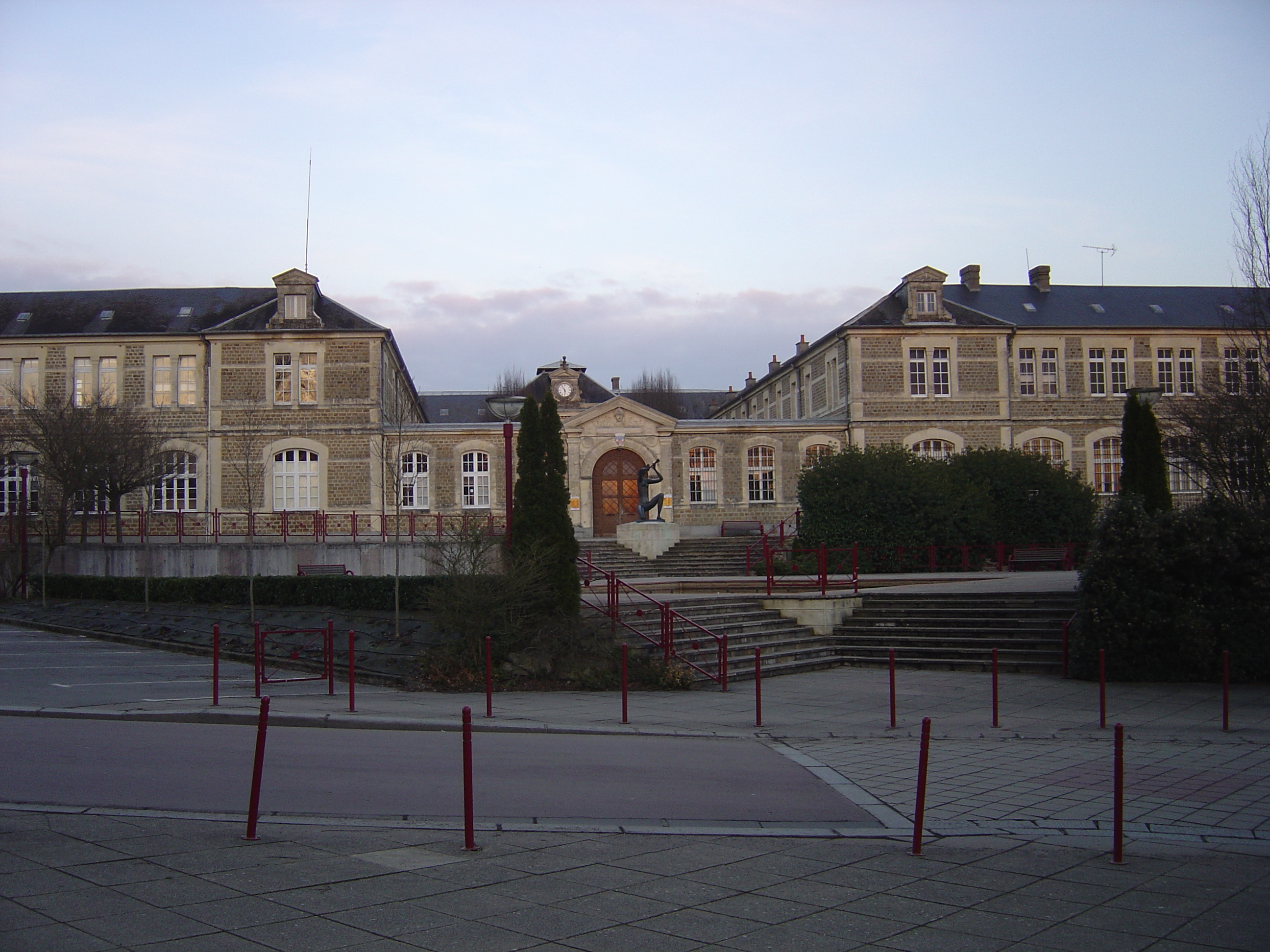
Le Centre Jean-Chaudeurge de Flers, qui abrite la statue du Réveil.

Le personnage est musclé et porte une longue barbe, il est en situation de marche. Il est vêtu d'un pagne et d'un bonnet. Il prend appui sur un bâton et porte une bourse au côté.
L'article paru au début des années 2010 évoque un « personnage insolite au physique amaigri, chichement vêtu et arborant une longue barbe ».
Le socle est utilisé pour le Réveil placé dans le parc du château, statue déplacée par la suite dans le Centre Jean Chaudeurge. Ce socle, au début du XXIe siècle, a disparu mais subsiste au Champ de Foire un double hexagone.

## Interprétation

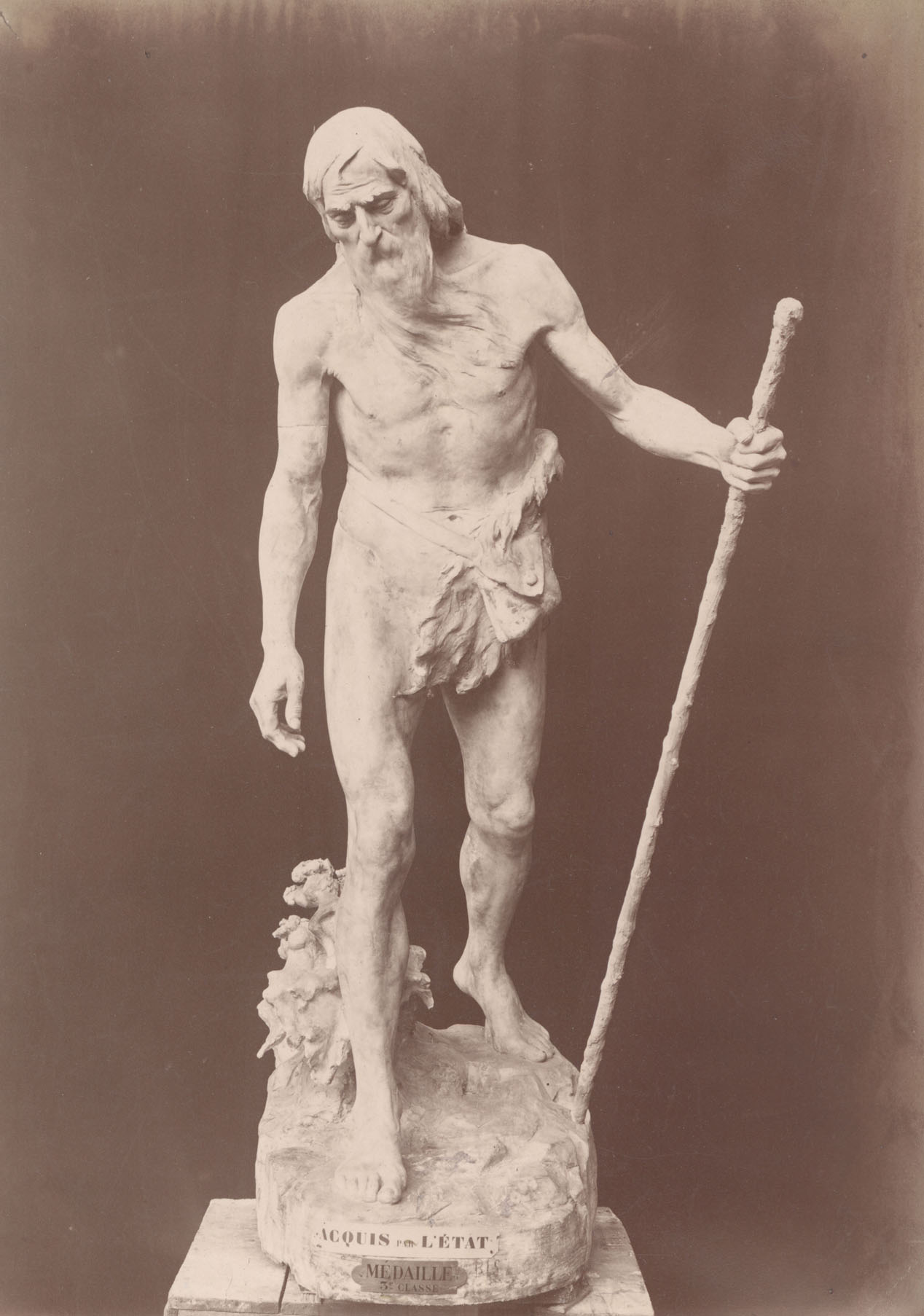
Eugène Legueult, Le Juif errant, 1887, plâtre, Coulommiers, musée des Capucins.

L'image n'est pas utilisée dans la statuaire publique avant la statue de Victor-Edmond Leharivel-Durocher, présentée en plâtre au salon de 1877. Aucune archive de l'artiste mentionnant l’œuvre n'est conservée, il a peut-être représenté « une figure mythique issue de la tradition chrétienne ».
Première représentation ambitieuse du Juif errant en sculpture, l'œuvre semble avoir suscité de nouvelles interprétations sculptées dans les années suivantes. Dix ans après la statue de Leharivel-Durocher, c'est Eugène Legueult qui expose sa version au Salon de 1887, œuvre en plâtre finalement attribuée au musée municipal de Coulommiers. En 1891, c'est la sculptrice Ella Rose Curtois qui expose un Juif-Errant au Salon des artistes français.
La statue aurait été « fidèle aux représentations catholiques et conservatrices ». Dans l’œuvre de Victor-Edmond Leharivel-Durocher, le Juif errant est inspiré non seulement par la religion chrétienne mais aussi par la vieillesse.